# Maarten van der Linden
Everwijn Johan Maarten van der Linden (født 9. marts 1969 i Voorburg) er en hollandsk tidligere roer.
Van der Linden var med ved OL 1996 i Atlanta, hvor han sammen med Pepijn Aardewijn konkurrerede i letvægtsdobbeltsculler, første gang denne disciplin var på det olympiske program. Hollænderne vandt det indledende heat og blev nummer to i semifinalen, hvorved de var kvalificeret til finalen. Her blev de klart besejret af de schweiziske brødre Markus og Michael Gier, der også var regerende verdensmestre. Van der Linden og Aardewijn vandt dermed sølv.
Parret deltog i samme disciplin ved OL 2000 i Sydney. Her blev båden nummer tre i indledende heat og nummer to i opsamlingsheatet, men i semifinalen blev hollænderne nummer seks og sidst, og det samme var tilfældet i B-finalen, så deres samlede placering blev en tolvteplads.

## OL-medaljer
- 1996:  Sølv i letvægtsdobbeltsculler